# Смирна (Джорджія)
Смирна (англ. Smyrna) — місто (англ. city) в США, в окрузі Кобб штату Джорджія. Населення — 55 663 особи (2020).

## Географія
Смирна розташована за координатами 33°51′52″ пн. ш. 84°30′55″ зх. д. / 33.86444° пн. ш. 84.51528° зх. д. (33.864424, -84.515340).  За даними Бюро перепису населення США в 2010 році місто мало площу 39,85 км², з яких 39,76 км² — суходіл та 0,09 км² — водойми.

### Клімат
| Клімат : Смирна         | Клімат : Смирна | Клімат : Смирна | Клімат : Смирна | Клімат : Смирна | Клімат : Смирна | Клімат : Смирна | Клімат : Смирна | Клімат : Смирна | Клімат : Смирна | Клімат : Смирна | Клімат : Смирна | Клімат : Смирна | Клімат : Смирна |
| Показник                | Січ.            | Лют.            | Бер.            | Квіт.           | Трав.           | Черв.           | Лип.            | Серп.           | Вер.            | Жовт.           | Лист.           | Груд.           | Рік             |
| Абсолютний максимум, °C | 26,1            | 26,7            | 31,7            | 33,9            | 36,1            | 38,9            | 40,6            | 40,0            | 38,9            | 35,0            | 28,9            | 26,1            | 40,6            |
| Середній максимум, °C   | 11,1            | 13,9            | 18,3            | 22,8            | 26,7            | 30,0            | 31,7            | 31,1            | 27,8            | 22,8            | 17,8            | 12,2            | 22,2            |
| Середній мінімум, °C    | 1,1             | 3,3             | 6,7             | 11,1            | 15,6            | 20,0            | 21,7            | 21,7            | 18,3            | 12,2            | 7,2             | 2,8             | 11,8            |
| Абсолютний мінімум, °C  | −22,2           | −22,8           | −12,2           | −3,9            | 2,8             | 3,9             | 11,7            | 12,8            | 2,2             | −2,2            | −16,1           | −17,8           | −22,8           |
| Норма опадів, мм        | 107             | 123             | 122             | 85              | 93              | 100             | 134             | 99              | 114             | 87              | 104             | 99              | 1267            |
| ----------------------- | --------------- | --------------- | --------------- | --------------- | --------------- | --------------- | --------------- | --------------- | --------------- | --------------- | --------------- | --------------- | --------------- |
| Джерело:                |                 |                 |                 |                 |                 |                 |                 |                 |                 |                 |                 |                 |                 |

## Демографія
Згідно з переписом 2010 року, у місті мешкала 51 271 особа в 23 002 домогосподарствах у складі 12 104 родин. Густота населення становила 1286 осіб/км².  Було 25745 помешкань (646/км²).
Расовий склад населення:
| - 53,8 % — білих - 31,6 % — чорних або афроамериканців - 4,9 % — азіатів - 0,4 % — корінних американців - 0,1 % — вихідців з тихоокеанських островів - 6,2 % — осіб інших рас |

До двох чи більше рас належало 3,1 %. Частка іспаномовних становила 14,9 % від усіх жителів.
За віковим діапазоном населення розподілялося таким чином: 22,6 % — особи молодші 18 років, 69,6 % — особи у віці 18—64 років, 7,8 % — особи у віці 65 років та старші. Медіана віку мешканця становила 33,7 року. На 100 осіб жіночої статі у місті припадало 92,2 чоловіків;  на 100 жінок у віці від 18 років та старших — 89,3 чоловіків також старших 18 років.
Середній дохід на одне домашнє господарство  становив 85 818 доларів США (медіана — 62 363), а середній дохід на одну сім'ю — 105 336 доларів (медіана — 81 213). Медіана доходів становила 56 504 долари для чоловіків та 46 096 доларів для жінок. За межею бідності перебувало 13,4 % осіб, у тому числі 21,8 % дітей у віці до 18 років та 12,0 % осіб у віці 65 років та старших.
Цивільне працевлаштоване населення становило 30 268 осіб. Основні галузі зайнятості: освіта, охорона здоров'я та соціальна допомога — 19,4 %, науковці, спеціалісти, менеджери — 17,9 %, роздрібна торгівля — 10,7 %, фінанси, страхування та нерухомість — 9,7 %.